# Paul Schrader
Paul Joseph Schrader (Grand Rapids (Michigan), 22 juli 1946) is een Amerikaanse filmregisseur en scenarist. Hij wordt gezien als een van de hoofdfiguren in de Movie Brat-generatie van filmregisseurs, samen met Steven Spielberg, Brian De Palma, Martin Scorsese en George Lucas. Zijn essay Notes on Film Noir uit 1972 over de film noir is een vaak geciteerde bron in de filmliteratuur.

## Levensloop
Schrader werd heel streng opgevoed volgens de principes van het calvinisme. Toen hij voor het eerst een film in de bioscoop zag, was hij al achttien jaar. De film heette The Nutty Professor en werd door de jonge Schrader niet geapprecieerd.
Hij studeerde eerst aan het Calvin College en trok dan naar de Columbia-universiteit, AFI Conservatory. In 1969 ontving hij zijn diploma als MFA (Master of Fine Arts). Met de hulp van Pauline Kael werd hij een criticus voor weekbladen als LA Weekly en later ook voor Cinema-magazine. In 1975 hielp hij mee aan het scenario voor de film The Yakuza, een misdaadfilm van regisseur Sydney Pollack. De film werd geen succes maar zorgde er wel voor dat Schrader opgemerkt werd door beloftevolle regisseurs zoals Brian De Palma.
In 1976 schreef hij het scenario voor de film Taxi Driver van regisseur Martin Scorsese, met Robert De Niro in de hoofdrol. De film werd een succes en won de "Gouden Palm" op het Filmfestival van Cannes. In 1978 regisseerde Schrader de film Blue Collar. Hij had het scenario samen met zijn broer Leonard geschreven. De opnames waren een nachtmerrie, de regisseur had voortdurend ruzie met zijn acteurs.
Schrader ging verder met regisseren en vooral met schrijven. Hij verzorgde het scenario van onder meer The Last Temptation of Christ en Raging Bull.
Schrader trouwde in 1983 met actrice Mary Beth Hurt, zijn tweede echtgenote. Samen met haar kreeg hij in 1984 dochter Molly Johanna en in 1988 zoon Samuel Forrest. Eerder was hij getrouwd met producente Jeannine Claudia Oppewall.
Schrader maakt deel uit van de New Hollywood-generatie.

## Filmografie

### Als scenarist
- The Yakuza (1974)
- Taxi Driver (1976)
- Obsession (1976)
- Rolling Thunder (1977)
- Blue Collar (1978)
- Hardcore (1979)
- Old Boyfriends (1979)
- American Gigolo (1980)
- Raging Bull (1980)
- Cat People (1982)
- Mishima: A Life in Four Chapters (1985)
- The Mosquito Coast (1986)
- Light of Day (1987)
- The Last Temptation of Christ (1988)
- Light Sleeper (1992)
- City Hall (1996)
- Touch (1997)
- Affliction (1997)
- Forever Mine (1999)
- Bringing Out the Dead  (1999)
- The Walker (2007)
- Dying of the Light (2014)
- First Reformed (2017)
- There Are No Saints (2022)

### Als regisseur
- Blue Collar (1978)
- Hardcore (1979)
- American Gigolo (1980)
- Cat People (1982)
- Mishima: A Life in Four Chapters (1985)
- Light of Day (1987)
- Patty Hearst (1988)
- The Comfort of Strangers (1990)
- Light Sleeper (1992)
- Witch Hunt (1994)
- Untitled: New Blue (kortfilm) (1995)
- Touch (1997)
- Affliction (1997)
- Forever Mine (1999)
- Auto Focus (2002)
- Dominion: Prequel to the Exorcist (2005)
- The Walker (2007)
- Adam Resurrected (2008)
- The Canyons (2013)
- Dying of the Light (2014)
- Dog Eat Dog (2016)
- First Reformed (2017)
- The Card Counter (2021)
- Master Gardener (2022)
- Oh, Canada (2024)

- Bibsys: 90575654
- Biblioteca Nacional de España: XX868835
- Bibliothèque nationale de France: cb13899539d (data)
- CiNii: DA04622556
- Gemeinsame Normdatei: 119004399
- International Standard Name Identifier: 0000 0001 2278 4131
- Library of Congress Control Number: n87887565
- Nationale Bibliotheek van Letland: 000222052
- Bibliotheek van het Japanse parlement: 00455753
- Nationale Bibliotheek van Tsjechië: uk2005305104
- Nationale bibliotheek van Australië: 35482752
- Nationale Bibliotheek van Israël: 987007440221705171
- Nederlandse Thesaurus van Auteursnamen: 070345821
- LIBRIS: 315946
- SNAC: w61g0x78
- Système universitaire de documentation: 027128172
- Trove: 969128
- Union List of Artist Names: 500258019
- Virtual International Authority File: 37103354
- WorldCat: E39PBJrC9ct6bXFT8GkVQPmyBP